# Князев, Марат Дмитриевич
Мара́т Дмитриевич Князев (1 мая 1934, Белорусская ССР — 16 апреля 1984, Москва)— советский кардиохирург, Лауреат Государственных премий СССР (1975,1988), доктор медицинских наук, профессор.

## Биография
Родился 1 мая 1934 года в селе Коханово Белорусской ССР в семье учителей. Окончил Минский государственный медицинский институт. Доктор медицинских наук, профессор. Один из первых хирургов СССР и России, активно работавший по проблеме хирургического лечения ишемической болезни сердца. Возглавлял отделение коронарной хирургии Всесоюзного научного центра хирургии АМН СССР (ныне — РНЦХ РАМН), г. Москва.
После окончания института работал хирургом райбольницы в Беловежской пуще. В 1959 году поступил в аспирантуру НИИ клинической и экспериментальной хирургии Минздрава СССР в Москве.
В 1962 году успешно защитил кандидатскую диссертацию «Клиника, диагностика и хирургическое лечение атеросклеротических окклюзий бифуркации аорты и подвздошных артерий». Научным руководителем был профессор Борис Васильевич Петровский. Уже кандидатом медицинских наук приехал в Минск, где его приняли ассистентом кафедры госпитальной хирургии БелГИУВ (сейчас — БелМАПО), но вскоре был отозван в Москву в тот же НИИ клинической и экспериментальной хирургии, где и прошел путь от ординатора до профессора.
В 1964 году был командирован в Нью-Йорк (США) для работы врачом в дипломатическом представительстве СССР при ООН. Выполняя основные обязанности, также стажировался в клинике известного кардиохирурга Майкла Эллиса Дебейки. Возвратившись через 5 лет в Москву, защитил докторскую диссертацию «Острая артериальная непроходимость аорты и артерий конечностей». Научным руководителем был академик Б. В. Петровский. С 1969 возглавлял отделение сосудистой хирургии в НИИ и был избран заведующим созданной им кафедры сосудистой хирургии Центрального института усовершенствования врачей.
В отделении разрабатывались приоритетные проблемы хирургического лечения ИБС, патологии грудного и брюшного отделов аорты, брахиоцефальных артерий и вазоренальной гипертонии.
Он первым в стране в июле 1970 года выполнил аутовенозное аортокоронарное шунтирование с хорошим результатом 39-летнему мужчине, перенесшему два инфаркта миокарда.

## Труды
- Автор монографии «Хирургия хронической ишемической болезни сердца».

- Монография «Острые тромбозы и эмболии бифуркации аорты и артерий» в соавт. с О. С. Белорусовым. — Минск, 1977, 159 с.

- Хирургия хронической ишемической болезни сердца в соавт. с Б. В. Шабалкиным. — М., 1978, 250 с.

## Премии
- Государственная премия СССР (ноябрь 1975 года) — за восстановительную и пластическую хирургию аорты и ее ветвей.
- Государственная премия СССР (ноябрь 1988 года) — за разработку и внедрение в клиническую практику методов хирургического лечения ишемической болезни сердца (посмертно).

## Семья
Жена — Татьяна Александровна Князева (Решетникова) — доктор медицинских наук, профессор Института курортологии и реабилитации, дочь Анна, внучка Екатерина

## Смерть
16 апреля 1984 года, в день рождения жены трагически погиб в ДТП, не дожив до 50-летия всего две недели. Похоронен на Кунцевском кладбище.